# Mistrovství světa v silniční cyklistice 2022
Mistrovství světa v silniční cyklistice 2022 se uskutečnilo v australském Wollongongu od 18. do 25. září 2022. Mistrovství světa se tak vrátilo do Austrálie poprvé od roku 2010, kdy se mistrovství světa konalo v Geelongu.

## Program
Všechny časy v tabulce jsou uváděny v australském východním standardním čase.
| Datum                  | Čas                  | Čas                  | Závod                  | Start                | Cíl                  | Vzdálenost           |
| Individuální časovky   | Individuální časovky | Individuální časovky | Individuální časovky   | Individuální časovky | Individuální časovky | Individuální časovky |
| ---------------------- | -------------------- | -------------------- | ---------------------- | -------------------- | -------------------- | -------------------- |
| 18. září               | 9:35                 | 12:30                | Ženy elite             | Wollongong           | Wollongong           | 34,2 km              |
| 18. září               | 9:35                 | 12:30                | Ženy do 23 let         | Wollongong           | Wollongong           | 34,2 km              |
| 18. září               | 13:30                | 17:00                | Muži elite             | Wollongong           | Wollongong           | 34,2 km              |
| 19. září               | 13:20                | 17:00                | Muži do 23 let         | Wollongong           | Wollongong           | 28,8 km              |
| 20. září               | 9:30                 | 11:06                | Ženy juniorky          | Wollongong           | Wollongong           | 14,1 km              |
| 20. září               | 13:20                | 17:01                | Muži junioři           | Wollongong           | Wollongong           | 28,8 km              |
| Smíšené týmové štafety |                      |                      |                        |                      |                      |                      |
| 21. září               | 14:20                | 17:03                | Smíšená týmová časovka | Wollongong           | Wollongong           | 28,2 km              |
| Silniční závody        |                      |                      |                        |                      |                      |                      |
| 23. září               | 8:30                 | 12:00                | Muži junioři           | Wollongong           | Wollongong           | 135,6 km             |
| 23. září               | 13:00                | 17:16                | Muži do 23 let         | Wollongong           | Wollongong           | 169,8 km             |
| 24. září               | 8:00                 | 9:53                 | Ženy juniorky          | Wollongong           | Wollongong           | 67,2 km              |
| 24. září               | 11:55                | 17:00                | Ženy elite             | Helensburg           | Wollongong           | 164,3 km             |
| 24. září               | 11:55                | 17:00                | Ženy do 23 let         | Helensburg           | Wollongong           | 164,3 km             |
| 25. září               | 10:00                | 16:51                | Muži elite             | Helensburg           | Wollongong           | 266,9 km             |

## Medailisté

### Elitní závody
| Závod                  | Zlato                                                                                         | Zlato         | Stříbro | Stříbro       | Bronz                                                                                       | Bronz         |
| Mužské závody          | Mužské závody                                                                                 | Mužské závody | Mužské závody                                                                                                | Mužské závody | Mužské závody                                                                               | Mužské závody |
| ---------------------- | --------------------------------------------------------------------------------------------- | ------------- | --- | ------------- | ------------------------------------------------------------------------------------------- | ------------- |
| Silniční závod         | Remco Evenepoel (BEL)                                                                         | 6h 16' 08"    | Christophe Laporte (FRA)                                                                                     | + 2' 21"      | Michael Matthews (AUS)                                                                      | + 2' 21"      |
| Časovka                | Tobias Foss (NOR)                                                                             | 40' 02,78"    | Stefan Küng (SUI)                                                                                            | + 2,95"       | Remco Evenepoel (BEL)                                                                       | + 9,16"       |
| Ženské závody          |                                                                                               |               | |               |                                                                                             |               |
| Silniční závod         | Annemiek van Vleutenová (NED)                                                                 | 4h 24' 25"    | Lotte Kopecká (BEL)                                                                                          | + 1"          | Silvia Persicová (ITA)                                                                      | + 1"          |
| Časovka                | Ellen van Dijková (NED)                                                                       | 44' 28,60"    | Grace Brownová (AUS)                                                                                         | + 12,73"      | Marlen Reusserová (SUI)                                                                     | + 41,68"      |
| Smíšené závody         |                                                                                               |               | |               |                                                                                             |               |
| Smíšená týmová štafeta | Švýcarsko                                                                                     | 33' 47,17"    | Itálie | + 2,92"       | Austrálie                                                                                   | + 38,40"      |
| Smíšená týmová štafeta | Elise Chabbeyová Nicole Kollerová Marlen Reusserová Stefan Bissegger Stefan Küng Mauro Schmid | 33' 47,17"    | Vittoria Guazziniová Elena Cecchiniová Elisa Longová Borghiniová Edoardo Affini Filippo Ganna Matteo Sobrero | + 2,92"       | Georgia Bakerová Alexandra Manlyová Sarah Royová Luke Durbridge Michael Matthews Luke Plapp | + 38,40"      |

### Závody do 23 let
| Závod                    | Zlato                          | Zlato         | Stříbro                     | Stříbro       | Bronz                        | Bronz         |
| Mužské závody            | Mužské závody                  | Mužské závody | Mužské závody               | Mužské závody | Mužské závody                | Mužské závody |
| ------------------------ | ------------------------------ | ------------- | --------------------------- | ------------- | ---------------------------- | ------------- |
| Silniční závod do 23 let | Jevgenij Fjodorov (KAZ)        | 3h 57' 08"    | Mathias Vacek (CZE)         | + 1"          | Søren Wærenskjold (NOR)      | + 3"          |
| Časovka do 23 let        | Søren Wærenskjold (NOR)        | 34' 13,40"    | Alec Segaert (BEL)          | + 16,34"      | Leo Hayter (GBR)             | + 24,16"      |
| Ženské závody            |                                |               |                             |               |                              |               |
| Silniční závod do 23 let | Niamh Fisherová-Blacková (NZL) | 4h 24' 26"    | Pfeiffer Georgiová (GBR)    | + 12"         | Ricarda Bauernfeindová (GER) | + 12"         |
| Časovka do 23 let        | Vittoria Guazziniová (ITA)     | 45' 20,71"    | Shirin van Anrooijová (NED) | + 1' 48,74"   | Ricarda Bauernfeindová (GER) | + 2' 17,47"   |

### Juniorské závody
| Závod                   | Zlato                  | Zlato         | Stříbro                  | Stříbro       | Bronz                   | Bronz         |
| Mužské závody           | Mužské závody          | Mužské závody | Mužské závody            | Mužské závody | Mužské závody           | Mužské závody |
| ----------------------- | ---------------------- | ------------- | ------------------------ | ------------- | ----------------------- | ------------- |
| Silniční závod juniorů  | Emil Herzog (GER)      | 3h 11' 07"    | António Morgado (POR)    | + 0"          | Vlad Van Mechelen (BEL) | + 55"         |
| Časovka juniorů         | Joshua Tarling (GBR)   | 34' 59,26"    | Hamish McKenzie (AUS)    | + 19,19"      | Emil Herzog (GER)       | + 33,45"      |
| Ženské závody           |                        |               |                          |               |                         |               |
| Silniční závod juniorek | Zoe Bäckstedtová (GBR) | 1h 47' 05"    | Eglantine Rayerová (FRA) | + 2' 07"      | Nienke Vinkeová (NED)   | + 2' 07"      |
| Časovka juniorek        | Zoe Bäckstedtová (GBR) | 18' 26,78"    | Justyna Czaplová (GER)   | + 1' 35,78"   | Febe Joorisová (BEL)    | + 1' 48,98"   |